# Il est avantageux d'avoir où aller
Il est avantageux d'avoir où aller est un recueil de textes variés d'Emmanuel Carrère publié le 11 février 2016 aux éditions P.O.L. Il s'apparente au genre littéraire de la non-fiction auquel son auteur s'attache depuis 2000.
Suivant un ordre chronologique, il s'agit d'un recueil d'articles de presse couvrant vingt-cinq années, de textes inédits et de réflexions de l'auteur proposant le plus souvent un contrepoint à quasiment l'ensemble de ses romans et récits précédemment parus mais également une cohérence interne propre à ce projet littéraire,,,,. Le titre du recueil est tiré du Yi Jing, ouvrage de pensée et sagesse chinoises, à nature divinatoire, cher à Emmanuel Carrère.

## Résumé

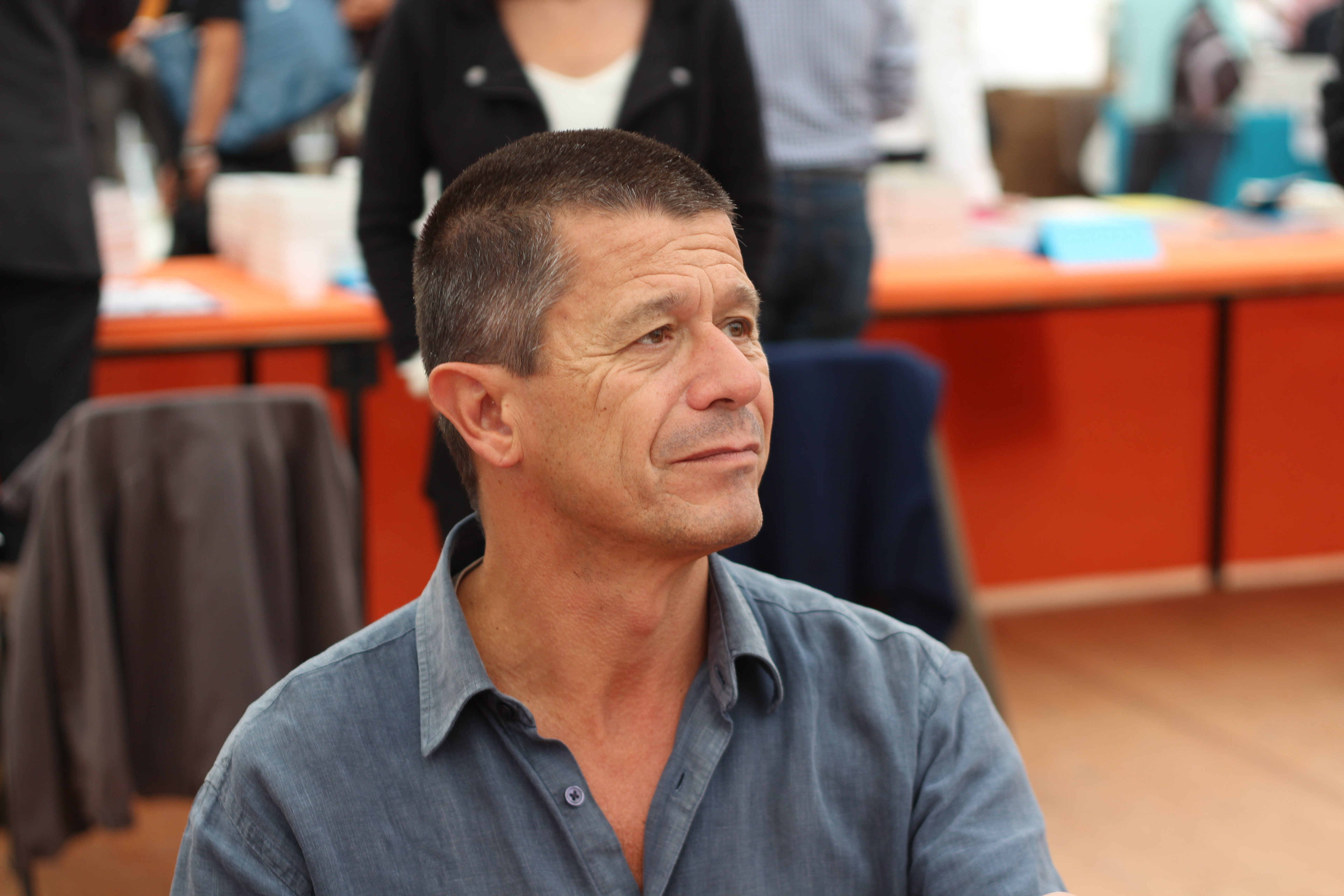
Emmanuel Carrère en 2014.

Ouvrant son recueil sur trois faits divers pour lesquels il avait écrit des articles dans L'Événement du jeudi au début de l'année 1990, Emmanuel Carrère raconte son voyage en Roumanie au printemps 1990, après la chute de Nicolae Ceaușescu, à la recherche des légendes de Dracula. Il s'interroge ensuite sur le « je fictif » au travers des Mémoires de Moll Flanders (1722) de Daniel Defoe – où l'écrivain anglais écrit à la première personne les souvenirs d'une criminelle londonienne qu'il a rencontrée en prison – puis écrit une Vie abrégée admirative d'Alan Turing en 1995 à la suite de la biographie d'Andrew Hodges parue en 1983.
Ces bases à sa réflexion littéraire étant posées, Emmanuel Carrère aborde le sujet de son premier grand texte à succès, et pierre-angulaire de son œuvre qui s'oriente dès lors vers la non-fiction, avec un contrepoint historique donné à son récit L'Adversaire (2000) sur l'Affaire Jean-Claude Romand en republiant l'important article qu'il avait écrit le 4 juillet 1996 pour Le Nouvel Observateur afin de relater ce fait divers. Peut-être pour s'échapper vers un maître des portraits littéraires – fictifs ou non –, Carrère décide de relire durant deux mois, et trente ans après, l'intégrale de La Comédie humaine de Balzac en s'interrogeant sur les différentes techniques possibles pour appréhender cette œuvre majeure. Il explique ensuite sa passion pour l'univers de Philip K. Dick, auquel il avait consacré un essai, Je suis vivant et vous êtes morts (1993).
Après un court texte dans Le Journal du dimanche consacré au Cavalier suédois de l'écrivain austro-hongrois Léo Perutz, l'auteur explique les conditions qui l'ont amené en 2003 à consacrer un documentaire télévisé pour Envoyé spécial puis un film-documentaire, intitulé Retour à Kotelnitch, au cas de ce soldat hongrois enrôlé de force dans l'armée allemande en 1942, fait prisonnier par les Russes, et oublié durant 56 ans dans un asile psychiatrique à Kotelnitch parce que personne ne parlait le hongrois et que le soldat András Toma, traumatisé et sombrant progressivement dans le mutisme et le repli sur soi, ne fit aucun effort pour expliquer sa situation.
Emmanuel Carrère reproduit un article paru dans Télérama à la mort de son ami Sébastien Japrisot, puis décrit ses relations avec le libraire français établi à Moscou, Emmanuel Durand, qui l'amènera à faire la rencontre d'un dessinateur de bande dessinée russe autodidacte, Nicolaï Maslov, auteur d'un livre unique totalement atypique, pour lequel Carrère, paraphrasant T.E. Lawrence considère que « les seuls livres qui valent le coup sont ceux dont l'auteur serait mort s'il n'avait pu les écrire ».
Après la reproduction de neuf chroniques très intimes sur sa vie personnelle et de couple parues dans le magazine Flair, l'auteur retrace son expérience vécue au Sri Lanka, avec sa compagne la journaliste Hélène Devynck, lors du tsunami de 2004, qui a donné lieu à un article pour Paris Match et sera au centre de son récit D'autres vies que la mienne (2009). En corollaire de cet événement, Emmanuel Carrère fait avec Hélène Devynck, la description de la « chambre 304 de l'hôtel du midi », chambre dans laquelle le couple a logé à plusieurs reprises au moment de la maladie et du décès de la sœur de cette dernière, Juliette, à laquelle il avait consacré l'autre partie de D'autres vies que la mienne.
Emmanuel Carrère reproduit ensuite sa préface à l'édition française d’Épépé de Ferenk Karinthy que son ami Olivier Rubinstein lui a fait découvrir en 2000 dont l'histoire du héros Budaï n'est pas sans rappeler celle du soldat hongrois András Toma. Puis, il livre le synopsis d'un projet de film jamais réalisé sur l'histoire d'une « homme invisible », dont le don le quitte, et les problèmes moraux qui surgissent. Enfin dans « Capote, Romand et moi », Carrère explique les similitudes et les divergences qu'il éprouve dans son travail d'écrivain-journaliste de non-fiction avec l'auteur de De sang froid et comment il a trouvé sa voix et son « je » de narrateur dans ses œuvres.

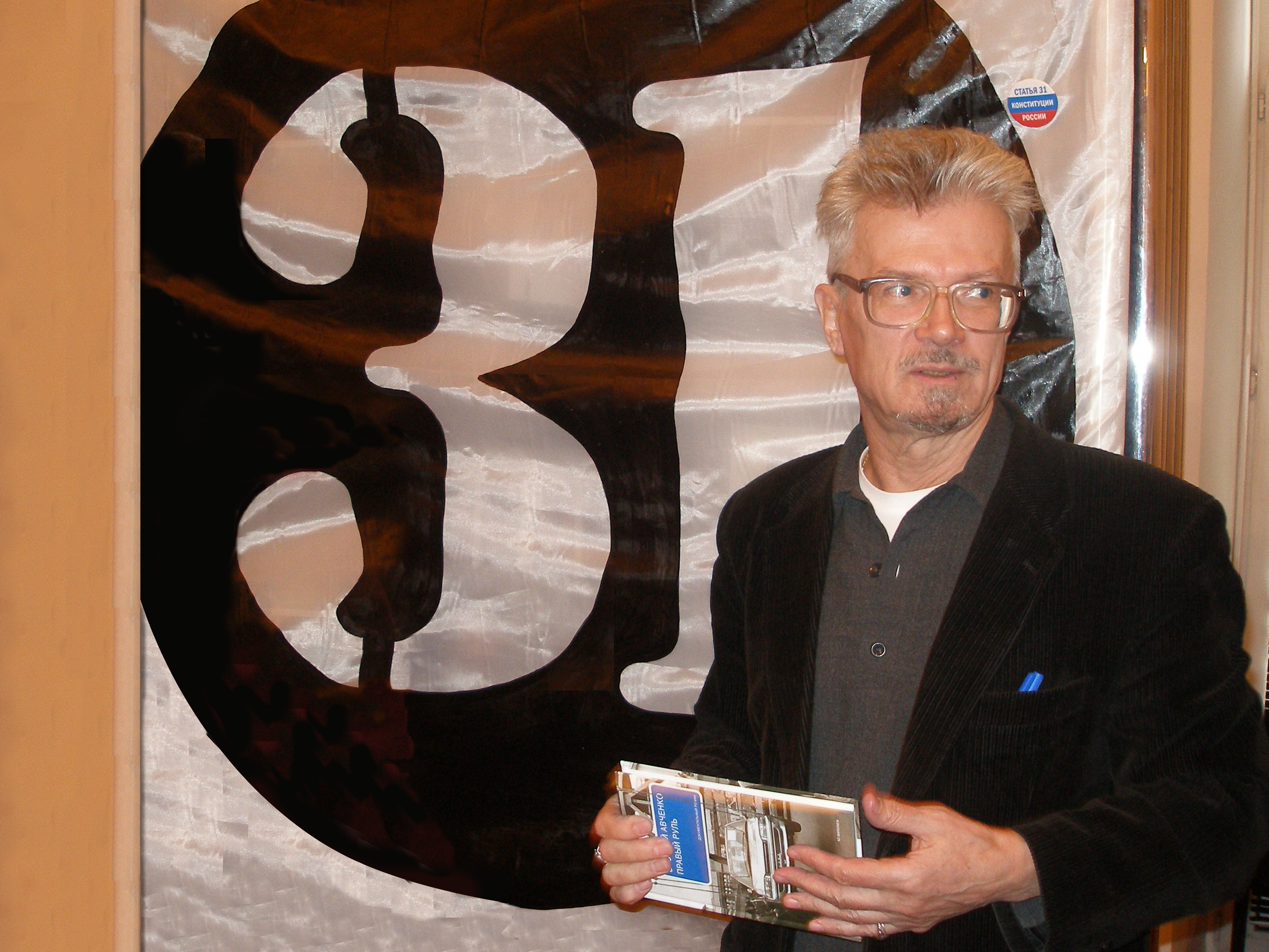
Édouard Limonov, lors d'une conférence Stratégie-31 à Moscou en 2010.

Dans une série de deux articles sur des dissidents politiques russes, Marina Litvinovitch et Édouard Limonov – auquel il a consacré son récit Limonov (2011) –, Carrère présente l'état de la Russie sous Vladimir Poutine, des médias, des partis politiques plus ou moins d'opposition, et de la société civile désabusée et à la recherche de stabilité à tout prix. Après une transition sur un entretien raté avec Catherine Deneuve au cinéma du Panthéon pour la revue Première, l'auteur s'attache une nouvelle fois à la Russie avec un autre projet de scénario inspiré des jeunes femmes russes qui voient dans la prostitution de luxe puis des mariages noués avec de riches occidentaux une voie possible pour s'en sortir et réussir leur vie, quitte à revenir dans leurs dernières années à leurs racines populaires, ou rentrer dans les ordres. Enfin, avec sa chronique du livre La Révolution russe – 1891-1924 d'Orlando Figes, Emmanuel Carrère décrit les extrémités auxquelles un régime totalitaire pousse sa population, entre purges, dénonciations et reniements, même au sein des familles pour créer de bons communistes.
La reproduction d'un échange épistolaire avec Michel Déon est l'occasion pour Carrère de manifester son admiration et son affection pour l'auteur d’Un taxi mauve et des Poneys sauvages, puis celle d'un article pour Les Inrocks de renouer avec ses amours littéraires d'enfance pour Lovecraft, et enfin celle d'un texte pour le catalogue d'une exposition de la peintre Emmelene Landon après son tour du monde, de parler de sa relation amicale avec la(sa) portraitiste.
Darcy Padilla est une photographe qui s'est consacrée à partir de 1992 à faire un portrait en images d'une jeune toxicomane vivant dans le quartier de Tenderloin à San Francisco, séropositive, instable dans ses relations amoureuses, mères de six enfants placés d'office en famille d'accueil, dont elle est devenue l'amie et le seul point de repère dans sa détresse. À la mort de Julie Baird, du sida en 2010 à Anchorage en Alaska, l'ensemble de The Julie Project est finalement l'objet d'une exposition et d'un livre – Family Love (2014) – dont Emmanuel Carrère a écrit le texte.
Après la reproduction d'une lettre de prise de grande distance avec son ami Renaud Camus, en janvier 2012, Emmanuel Carrère rapporte son expérience de quatre jours passés, à ses frais, au Forum économique mondial à Davos, piloté par le consultant Félix Marquardt, de sa tentative ratée d'interview de Jean-Claude Trichet, réussie de Muhammad Yunus, du jeu des oligarques russes de l'énergie, à sa longue soirée passée avec un endurant et amical Christophe de Margerie. L'auteur se rend ensuite à Moscou pour fêter le succès de son livre sur Limonov, et faire un reportage sur la génération Bolotnaïa des contestataires au pouvoir en place.
À la mort de Claude Miller, Carrère écrit un article pour Positive dans lequel il se remémore sa relation avec le cinéaste, leur travail commun sur La Classe de neige (1998) adapté de son roman homonyme, et les derniers jours partagés ensemble. Puis revenant une dernière fois sur le sujet de la distance qu'un écrivain de non-fiction doit prendre avec son sujet – s'appuyant sur sa propre expérience du cas Romand – l'auteur s'intéresse à « l'honnêteté » de l'auteur, allant à l'encontre des conclusions de la journaliste Janet Malcolm. Lors d'un conférence donnée à Florence, à la suite d'une résidence d'écrivain à la Fondation Santa Maddalena, Emmanuel Carrère se livre sur son dernier livre à paraître, Le Royaume (2014) dans lequel il fait la « confession » qu'en peignant le portrait de l'apôtre Luc, c'est aussi le sien qu'il dresse.
Pour clore son recueil, Emmanuel Carrère présente son enquête et ses réflexions sur Luke Rhinehart (George Cockcroft), l'« homme-dé » qui dans un livre manifeste, L'Homme-dé (1971), raconte l'histoire – semi-biographique, ou purement inventée – d'un homme décidant subitement de ne plus jouer le destin de sa vie qu'au hasard des tirages de dés. Après une rencontre avec George Cockcroft, et l'annonce de la mort du personnage Luke Rhinehart, Carrère laisse ouverte la question de la véracité et de la possibilité d'une telle conduite de vie.

## Accueil critique
Nathalie Crom dans Télérama considère que ce recueil d'articles d'apparence disparates est un « passionnant volume » d'où émerge une « unité fondamentale, qui tient à la présence même de Carrère dans ces textes » – et forme donc une sorte d'« autobiographie » – et lui accorde sa note maximale de TTT. Pour Bernard Pivot dans Le Journal du dimanche, il s'agit d'un livre « ébouriffant d'intelligence et de culture » porté par une écriture d'une grande « fluidité » qui, à travers les multiples portraits des personnalités qu'Emmanuel Carrère a rencontrés lors de sa carrière journalistique et d'écrivain, démontre de l'« omnicuriosité » de son auteur.

## Éditions
- Éditions P.O.L, 2016,  (ISBN 978-2-8180-3876-5)[10].
- Coll. « Folio », éditions Gallimard, 2017, 544 p.,  (ISBN 9782072723353).